# Tower Lakes
Tower Lakes és una població dels Estats Units a l'estat d'Illinois. Segons el cens del 2000 tenia 1.310 habitants.

## Demografia
Segons el cens del 2000, Tower Lakes tenia 1.310 habitants, 449 habitatges, i 390 famílies. La densitat de població era de 532,4 habitants/km².
Dels 449 habitatges en un 43% hi vivien nens de menys de 18 anys, en un 81,3% hi vivien parelles casades, en un 3,6% dones solteres, i en un 13,1% no eren unitats familiars. En l'11,6% dels habitatges hi vivien persones soles el 4,7% de les quals corresponia a persones de 65 anys o més que vivien soles. El nombre mitjà de persones vivint en cada habitatge era de 2,92 i el nombre mitjà de persones que vivien en cada família era de 3,18.
Per edats la població es repartia de la següent manera: un 29,4% tenia menys de 18 anys, un 4,7% entre 18 i 24, un 22,4% entre 25 i 44, un 36% de 45 a 60 i un 7,6% 65 anys o més.
L'edat mediana era de 42 anys. Per cada 100 dones de 18 o més anys hi havia 96 homes.
La renda mediana per habitatge era de 130.388 $ i la renda mediana per família de 139.764 $. Els homes tenien una renda mediana de 97.625 $ mentre que les dones 42.500 $. La renda per capita de la població era de 52.025 $. Aproximadament el 2,6% de les famílies i el 2,1% de la població estaven per davall del llindar de pobresa.

## Poblacions més properes
El següent diagrama mostra les poblacions més properes.